# Летописи Молдавского княжества

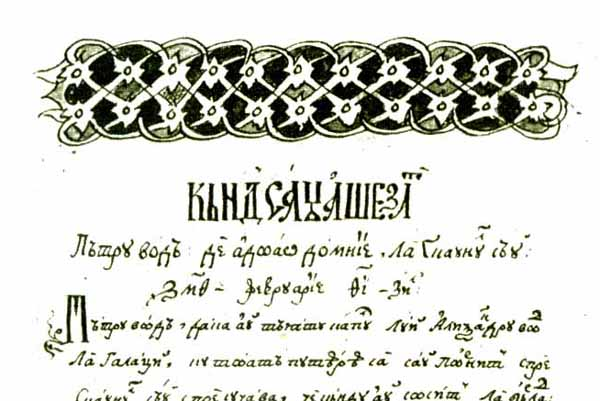
Страница из «Летописецул цэрий Молдовей…»

Начало молдавского летописания относится ко второй половине XV века. Первые молдавские летописи написаны кириллицей на славянском языке, содержали краткие сведения о времени правления предыдущих господарей и о важнейших исторических событиях.
Первая официальная славяно-молдавская летопись, условно называемая «Анналы двора Стефана Великого», была написана при дворе этого господаря анонимным летописцем. Её первоначальный вариант не сохранился, остались только списки с дополнениями, хранившиеся в молдавских монастырях. В анналах воспевались подвиги и победы Стефана Великого, сообщались сведения о строительстве церквей. Часть текстов этой летописи была переведена на иностранные языки и использовалась за пределами Молдавии.
Сохранилась «Анонимная летопись Молдавии», посвящённая событиям с 1359 по 1507 год, и два списка «Путнянской летописи», описывающей события с 1359 по 1526 год и с 1359 по 1518 год. Известна также молдавско-немецкая летопись (1457—1499), включённое в Воскресенскую летопись «Сказание вкратце о молдавских государях отколе начинается молдавская земля» (1359—1504) и молдавско-польская летопись (1359—1564).
До нас дошли три летописи XVI века, написанные духовными лицами:
- летопись Романского епископа Макария о событиях 1504—1556 гг., написанная по поручению Петра Рареша;
- летопись игумена Каприянского монастыря Ефимия о событиях 1541—1554 гг., написанная по заказу Александра Лэпушняну;
- летопись монаха Азария о событиях 1541—1574 гг., написанная по поручению Петра Хромого.

Эти летописи прославляли деяния господарей и призывали к поддержке существующих порядков. Причины исторических событий зачастую объяснялись в них божественным предопределением.
В XVII веке на смену официальному славянско-молдавскому летописанию, которое велось по заказу господарей духовными лицами, приходит боярское летописание. Наиболее известными молдавскими летописцами были Григоре Уреке, Мирон Костин, Николай Костин, Аксинтий Урикарул, Ион Некулче. Их летописи довольно обширные и отражают историю Молдавского княжества до середины XVIII века и краткие сведения об истории соседних стран. Летописцы того времени, будучи выходцами из боярского сословия, призывали к ограничению господарской власти.
Григоре Уреке описывал события в Молдавии в 1359—1594 гг. в своём труде «Летописецул цэрий Молдовей... дела Драгош-водэ пынэ ла Арон-водэ». Он умер, не успев закончить работу. Она была переписана и переработана Симеоном Даскэлом и дополнена Мисаилом Калугэром. Мирон Костин продолжил работу Уреке в своём произведении «Летописецул цэрий Молдовей дела Арон-водэ ынкоаче де унде есте пэрэсит де Уреке Ворникул», посвящённом 1595—1661 гг. Он же написал на «Кроника цэрилор Молдовей ши Мунтенией» на польском языке. Дальнейшую историю Молдавского княжества описал Ион Некулче в «Летописецул цэрий Молдовей дела Дабижа-водэ пынэ ла а доуа домние а луй К. Маврокордат» (1661—1743) с «Предисловием» и 42 историческими легендами. Представителями официального летописания были Николай Костин («Кроника домнией луй Н. Маврокордат ши Д. Кантемир») и Аксинтий Урикарул («Де а доуа домние а луй Николае Александру Маврокордат»).
В XVIII веке, наряду с летописанием на молдавском языке, с приходом к власти греков-фанариотов, стали появляться и некоторые летописи на греческом.